# Erembodegem
Erembodegem es una municipalidad belga dentro de Alost (Aalst) en Denderstreek, Flandes Oriental. Era localidad hasta la fusión comunal de 1977. 
- Datos: Q842986
- Multimedia: Erembodegem / Q842986

1. ↑  Worldpostalcodes.org, código postal n.º 9320.